# Hugh Sinclair (militaire)
Pour les articles homonymes, voir Hugh Sinclair.
Sir Hugh Sinclair, né le 18 août 1873 à Southampton et mort le 4 novembre 1939 à Londres, est un officier de renseignement de la Royal Navy. Il crée en 1919 la Government Code and Cypher School et succède en 1923 à Mansfield Cumming comme directeur du Secret Intelligence Service. En 1938, Sinclair acquiert le domaine de Bletchley Park, où sont déchiffrés les messages d’Enigma pendant la Seconde Guerre mondiale.

## Famille
Hugh Francis Paget Sinclair est le fils naturel d’Agnes Sinclair et de l’amiral Beauchamp Seymour, baron Alcester, fils d’Horace Seymour, petit-fils de l’amiral Hugh Seymour et descendant d’une lignée d’aristocrates remontant au duc de Somerset, oncle du roi Édouard VI (Édouard Seymour, président de la Chambre des communes et conseiller de Charles II ; Francis Seymour, créé baron Conway dans la Pairie d’Irlande par la reine Anne en 1712 ; et le diplomate Francis Seymour-Conway, lord-chambellan de George III),.
Il se marie en 1907 avec Gertrude Attenborough, qui donne naissance à deux enfants avant leur divorce en 1920.

## Carrière
Hugh Sinclair étudie à la Stubbington House School, entrant dans la Royal Navy à treize ans. Il est promu lieutenant en 1894. Au début de la Première Guerre mondiale, il intègre la Naval Intelligence Division (le service de renseignement de l’Amirauté) et participe à la Room 40. Il en prend la direction en 1919. La même année, le département cryptanalytique du renseignement militaire britannique fusionne avec la Room 40 pour devenir la Government Code and Cypher School, placée sous le commandement d’Alastair Denniston. Sinclair est nommé aux commandes du Submarine Service en 1921.
À la mort de Mansfield Smith-Cumming  en 1923, il lui succède comme Chef (« C ») du Secret Intelligence Service (MI6). Comme Cumming, Sinclair porte le nom d’un clan écossais. Il tente d’abord d’étendre son contrôle sur le Security Service (MI5) pour unifier la lutte contre le communisme international, mais l’idée est abandonnée. Il a pour adjoint Stewart Menzies, qui fait fuiter dans la presse la fausse lettre de Zinoviev avant les élections de 1924, pour nuire au parti travailliste. En 1926, le SIS et la GC&CS emménagent au 54 Broadway, à côté de St James's Park (où demeure pendant quarante ans le quartier général de l’organisation). Les opérateurs britanniques espionnent les canaux diplomatiques des soviétiques. En 1927, le premier ministre Stanley Baldwin dénonce publiquement le soutien bolchévique à la Grève générale de 1926.
Hugh Sinclair est élevé au rang d’Admiral en 1930. Durant l’entre-deux-guerres, l’Intelligence Service se focalise sur l’URSS (obtenant notamment des informations sur le programme d’armes biologiques de Staline) puis l’Allemagne et dans une moindre mesure l’empire du Japon. Frederick Winterbotham, officier de la Royal Air Force, intègre  l’Intelligence Service et s’infiltre avec l’espion William de Ropp dans les cercles nazis. En 1933, Frank Foley, chef de la station berlinoise, recrute un agent allemand du Komintern, Jonny de Graff, qui apporte des renseignements sur les activités communistes en Angleterre, en Chine et au Brésil. Le réarmement du Troisième Reich et ses contacts clandestins avec l’URSS sont détectés par l’Intelligence Service, mais les rapports contreviennent à la politique d’apaisement prévalant jusqu’à 1939 et sont ignorés par le War Office et le Foreign Office, qui limitent leur distribution.
Sinclair est un « C » plus effacé que ne l’était Mansfield Cumming. Claude Dansey (« Z »), le chef de la station romaine, fonde en 1936 une agence parallèle au SIS. En 1938, à l’approche de la guerre, Sinclair créé la Section D (« destruction ») pour planifier le ciblage des télécommunications et des chaînes d’approvisionnement énergétiques et alimentaires allemandes, tout en organisant la défense de celles de l’Angleterre. En décembre 1938, il transmet à Lord Halifax et Neville Chamberlain un dossier sur Adolf Hitler. Le Führer est décrit comme « impitoyable, rusé et vaniteux […], animé par ressentiment délirant […] mais doté d’une grande ténacité souvent combinée à une exceptionnelle clarté de vision ».

### Enigma
Tout au long des années 1930, Sinclair est informé de la coopération entre le Deuxième Bureau français et les services polonais afin de décoder Enigma, la machine de cryptage des communications allemandes. Pour accueillir la GC&CS, l’amiral Sinclair achète en 1938 le domaine de Bletchley Park avec ses propres deniers, le service ne disposant pas des fonds nécessaires. À l’été 1939, peu avant l’invasion allemande, les Polonais transmettent leur documentation sur Enigma aux renseignements français et britannique. Alastair Denniston recrute Alan Turing à Bletchley Park.
Très affaibli par un cancer, Hugh Sinclair meurt à Londres le 4 novembre 1939, à l’âge de soixante-six ans, quelques jours avant l’incident de Venlo. Son adjoint Stewart Menzies lui succède comme directeur du MI6 et commande le programme Ultra pendant la Seconde Guerre mondiale.